# دوري الدرجة الثانية البيروي 1953
دوري الدرجة الثانية البيروفي 1953 هو موسم من دوري الدرجة الثانية البيروفي ‏. فاز فيه Club Carlos Concha ‏.